# Göppingen
Göppingen é uma cidade da Alemanha, no distrito de Göppingen, na região administrativa de Estugarda, estado de Baden-Württemberg. É local de nascimento de Jürgen Klinsmann, nascido em 30 de julho de 1964.